# Qualifications à la Coupe d'Afrique des nations de football 1988
Cet article présente la phase qualificative à la Coupe d'Afrique des nations 1988.
Six billets sont à distribuer aux trente-quatre pays participant à ces qualifications. Le Maroc, l'organisateur du tournoi et l'Égypte, tenant du titre, sont exempts de ces joutes.
Les éliminatoires sont organisées en trois tours qui voient s'affronter des équipes en matchs aller-retour à élimination directe. L'Afrique du Sud est toujours au ban du football international du fait de sa politique d'apartheid. Sont également absentes de cette campagne qualificative les sélections du Bénin, de Guinée-Bissau, du Burkina Faso, du Swaziland, du Cap-Vert, de Mauritanie, du Niger, de São Tomé et Principe, du Tchad, du Burundi, de Djibouti, du Botswana et des Seychelles.

## Tour préliminaire
Les vingt moins bonnes équipes africaines disputent un tour préliminaire. Les dix équipes issues du tour préliminaire retrouvent les quatorze meilleures nations du continent, assurées de démarrer les éliminatoires au premier tour. L'île Maurice, le Lesotho, la Guinée équatoriale et le Mali déclarent forfait après le tirage au sort.
| Équipe 1         | Résultat      | Équipe 2           | Aller | Retour |
| ---------------- | ------------- | ------------------ | ----- | ------ |
| Angola           | 1 - 1 5-3 tab | Gabon              | 1 - 0 | 0 - 1  |
| Centrafrique     | 2 - 7         | Congo              | 1 - 2 | 1 - 5  |
| forfait Éthiopie | 4 - 2         | Tanzanie           | 4 - 2 | -      |
| Guinée           | 3 - 1         | Gambie             | 2 - 1 | 1 - 0  |
| Madagascar       | Q. - forfait  | Maurice            | -     | -      |
| Rwanda           | Q. - forfait  | Lesotho            | -     | -      |
| Sierra Leone     | 3 - 2         | Liberia            | 2 - 1 | 1 - 1  |
| Togo             | Q. - forfait  | Guinée équatoriale | -     | -      |
| Tunisie          | Q. - forfait  | Mali               | -     | -      |
| Ouganda          | 5 - 0         | Somalie            | 5 - 0 | 0 - 0  |

## Premier tour
La Zambie et le Rwanda déclarent forfait après le tirage au sort. nb: le Maroc été tiré au sort pour jouer contre la Libye et le vainqueur rencontre le vainqueur d'Algérie - Tunisie, mais le Maroc a remplacé la Zambie pour organiser ce championnat 1988, et la Zambie a été exclue et n'a pas été retenue au tirage au sort du 1er tour .
| Équipe 1      | Résultat     | Équipe 2     | Aller | Retour |
| ------------- | ------------ | ------------ | ----- | ------ |
| Algérie       | 2 - 1        | Tunisie      | 1 - 0 | 1 - 1  |
| Cameroun      | 6 - 4        | Ouganda      | 5 - 1 | 1 - 3  |
| Côte d'Ivoire | 4 - 1        | Congo        | 2 - 0 | 2 - 1  |
| Ghana         | 1 - 2        | Sierra Leone | 1 - 2 | 0 - 0  |
| Kenya         | 3 - 2        | Madagascar   | 2 - 0 | 1 - 2  |
| Libye         | Q. - forfait | Zambie       | -     | -      |
| Malawi        | Q. - forfait | Rwanda       | -     | -      |
| Mozambique    | 3 - 4        | Zimbabwe     | 1 - 1 | 2 - 3  |
| Nigeria       | 3 - 1        | Togo         | 2 - 0 | 1 - 1  |
| Sénégal       | 4 - 0        | Guinée       | 4 - 0 | 0 - 0  |
| Soudan        | 2 - 1        | Tanzanie     | 1 - 0 | 1 - 1  |
| Zaïre         | 3 - 1        | Angola       | 3 - 0 | 0 - 1  |

## Deuxième tour
La Libye déclare forfait après le tirage au sort. Les matchs aller se jouent entre les 3 et 5 juillet 1987 et les matchs retour se jouent le 19 juillet 1987.
- nb : la Libye été suspendue à la suite du non-paiement de leur cotisation vers la CAF.

| Équipe 1 | Résultat      | Équipe 2      | Aller | Retour |
| -------- | ------------- | ------------- | ----- | ------ |
| Algérie  | Q. - forfait  | Libye         | -     | -      |
| Cameroun | 2 - 1         | Soudan        | 2 - 0 | 0 - 1  |
| Malawi   | 1 - 4         | Côte d'Ivoire | 1 - 2 | 0 - 2  |
| Nigeria  | 3 - 2         | Sierra Leone  | 3 - 0 | 0 - 2  |
| Sénégal  | 0 - 0 2-4 tab | Zaïre         | 0 - 0 | 0 - 0  |
| Zimbabwe | 1 - 1e        | Kenya         | 1 - 1 | 0 - 0  |

## Qualifiés
- Égypte (champion d'Afrique en titre)
- Maroc (pays organisateur)
- Côte d'Ivoire
- Nigeria
- Kenya
- Zaïre
- Algérie
- Cameroun